# Swedenhielms (1980)
Swedenhielms är en svensk TV-pjäs från 1980. Manuset till pjäsen är baserat på Hjalmar Bergmans pjäs Swedenhielms från 1923 som uruppfördes på Dramaten i Stockholm 1925.

## Rollista i urval
- Börje Ahlstedt - Eriksson
- Peder Falk - Bo Swedenhielm
- Björn Gustafson - Pedersen, journalist
- Lars Humble - Rolf Swedenhielm Jr
- Jarl Kulle - Rolf Swedenhielm Sr
- Marika Lindström - Astrid
- Sif Ruud - Boman, husa
- Anita Wall - Julia Körner